# Super Rádio Colombo
Super Rádio Colombo, ou simplesmente Rádio Colombo é uma emissora de rádio brasileira sediada em Curitiba, capital do estado do Paraná. Opera no dial FM 93.3 MHz (concessionado em Colombo), e é afiliada à Rede Aleluia. Seus estúdios estão localizados na Praça Generoso Marques, no centro de Curitiba, e seus transmissores estão no bairro Roça Grande, em Colombo.

## História
A Rádio Colombo foi fundada em 1.º de maio de 1955, por um grupo de empresários liderados pelo político Moysés Lupion, que também era proprietário da Rádio Guairacá (hoje Rádio Cidade). Meses depois, a emissora foi vendida para os jornalistas Adherbal Stresser e seu filho Ronald Sanson Stresser, que controlavam o jornal Diário do Paraná, pertencente aos Diários Associados. Os novos proprietários foram responsáveis pela contratação de importantes radialistas da época, que fizeram a emissora ganhar preciosos pontos de audiência.
Em 1965, a emissora foi vendida para o empresário Ervin Bonkoski, que passou a acumular as funções de locutor, produtor e diretor de programas da rádio. Sob o seu comando, a Rádio Colombo manteve a competitividade com a chegada de nomes como Arthur de Souza, Luiz Carlos Martins, Jamur Júnior, Pirajá Ferreira, Barreto Neto e Elon Garcia. A programação religiosa voltada ao público católico também ganhou bastante espaço na nova programação, com destaque para A Hora do Ângelus, apresentada por Bonkowski durante mais de 40 anos.
Em 2010, Ervin Bonkoski vendeu a Rádio Colombo para o empresário Flávio Cordeiro, que tornou-se o novo proprietário e reformulou a maior parte da programação, que na época estava composta de vários espaços arrendados para terceiros. Mesmo após a venda, Bonkoski manteve-se na direção da emissora, cargo que ocupou até a sua morte em 1.º de novembro de 2015, aos 79 anos.
Em 3 de dezembro de 2021, atendendo ao decreto federal de migração das rádios AM para FM, a Rádio Colombo deixou de operar no dial AM 1020 kHz, e migrou para o FM 93.3 MHz. Meses depois, para surpresa dos ouvintes e do mercado, toda a sua programação regular foi encerrada após a emissora ser arrendada para a Igreja Universal do Reino de Deus, passando a transmitir a programação da Rede Aleluia em cadeia com a Rádio Atalaia em 6 de maio de 2022.